# 3 STR
3 STR è una suddivisione dell'India, classificata come census town, di 10.925 abitanti, situata nel distretto di Ganganagar, nello stato federato del Rajasthan. In base al numero di abitanti la città rientra nella classe IV (da 10.000 a 19.999 persone).

## Geografia fisica
La città è situata a 29° 00' 39 N e 73° 00' 39 E.

## Società

### Evoluzione demografica
Al censimento del 2001 la popolazione di 3 STR assommava a 10.925 persone, delle quali 5.867 maschi e 5.058 femmine. I bambini di età inferiore o uguale ai sei anni assommavano a 1.789, dei quali 985 maschi e 804 femmine. Infine, coloro che erano in grado di saper almeno leggere e scrivere erano 6.805, dei quali 4.057 maschi e 2.748 femmine.